# Josef Svensson (veterinär)
Josef Svensson, född den 28 augusti 1852 i Görslövs församling, Malmöhus län, död den 2 augusti 1913 i Stockholm, var en svensk veterinär.
Svensson blev student vid Lunds universitet 1873 och elev vid veterinärinstitutet 1875. Han avlade veterinärexamen 1879. Svensson blev distriktsveterinär i Motala 1879 och  i Linköping 1882. Han blev adjunkt vid veterinärinstitutet 1890 och professor där i histologi, patologisk anatomi och bakteriologi 1893.  Svensson invaldes som ledamot av Lantbruksakademien 1904. 